# 津軽弁の日
津軽弁の日（つがるべんのひ）は毎年10月23日に青森市文化会館（リンクステーションホール青森）で行われる青森県津軽地方で話されている津軽弁をテーマとした催し物。
主催は「津軽弁の日やるべし会」（標準語では「実行委員会」に当てはまる）。

## 概要
青森県出身の方言詩人・高木恭造の命日を記念し津軽弁で賑やかに楽しむ行事として1988年に開始。当初はシンポジウム企画を中心としたが第3回から津軽弁に関する短歌・俳句や、川柳・体験記・詩の募集を開始し、伊奈かっぺいを始めとする出演者による入選作品の朗読・紹介が主となり、最高位の「高木恭造賞」「牧良介賞」の作品には賞金10万円が授与されていた。
作品は青森県内からだけでなく県外からも多数寄せられている。また出演者同士の津軽弁丸出しの爆笑的な会話も楽しみの一つである。
後日、青森放送にてテレビやラジオでイベントの模様が放送される。また、カセットテープやCDも発売され青森土産の一つとなっている。
なお、2006年の第19回は青森市文化会館の改装工事に伴い、弘前市民会館で行った。
2010年1月28日には、メルパルク東京にて「津軽弁の日in東京」を開催。同年8月3日には青森市青い海公園にて野外イベント「津軽弁の日 in ねぶた祭り 番外編」を開催。
その後スタッフの高齢化もあり2017年の開催をもって一般からの投稿作品の募集を停止し、2018年以降は過去の優秀作品の紹介を中心に行っている。
2020年の第33回は、予定通り行ったが、新型コロナウイルス感染拡大の影響で、無観客でねぶたの家 ワ・ラッセにて開催。
2021年の第34回は、新型コロナウイルスのため、1988年の開始以来初の中止となった。
2022年の第35回は、新型コロナウイルスの為、2020年と同様に関係者のみの無観客形式でねぶたの家ワ・ラッセにて開催。
2024年の第37回時点では、「伊奈かっぺいと大友寿郎の津軽弁の日」のタイトルでねぶたの家ワ・ラッセにて180名の観客を入れ開催。

## 出演者
- 伊奈かっぺい（タレント。青森放送元社員、「津軽弁の日やるべし会」代表）
- 野津こうへい（ローカルタレント）
- 田中耕一（劇団「雪の会」役者）
- 青山良平（青森放送パーソナリティ、この日が誕生日に当たるため毎年お祝いされる[10]。）
- 鳴海征子（青森放送元アナウンサー）
- 山上進（津軽三味線奏者。朗読に合わせて即興で伴奏をつける。ギター・尺八・和笛もこなせる才人）
- 大友寿郎（司会進行役、青森放送ラジオパーソナリティ・元アナウンサー）

## 以前の出演者
- 牧良介（俳優。だびよん劇場のオーナーでもあった）
- 北野岸柳（川柳作家）
- 永六輔
- 1997年にはさだまさしもゲスト出演した。

## 放送について
- RABラジオでの放送は11月の日曜午後に2週にわたり放送され、RABテレビでの放送は年末の午後か夕方に放送される（なお、ラジオ放送前にテレビの「@なまてれ」〈かつては「金曜ワイドあおもり」〉内で極一部が放送される）。なお、2008年度のラジオでの放送は第3日曜である16日と第4日曜である23日の16時から放送された。
- オープニングテーマはアニメ映画「平成狸合戦ぽんぽこ」のBGMが使われている。
- 伊奈かっぺいが出演していた東日本放送の情報番組「るくなす」（開催地の青森県では青森朝日放送がネット）の2008年10月25日放送分で、この年の「津軽弁の日」の模様が紹介された。